# Clement Ivanov

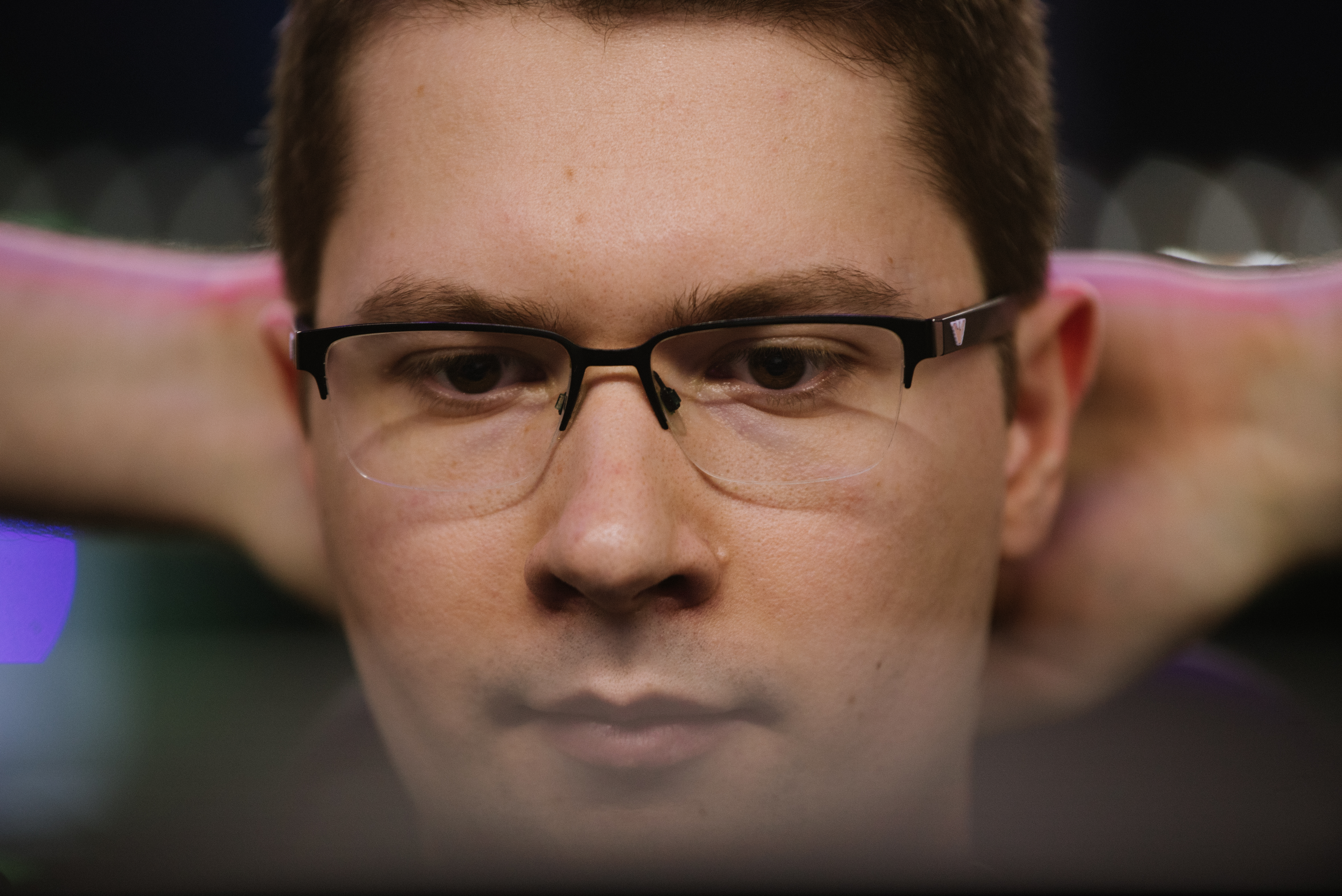
Clement Ivanov

Clement „Puppey“ Ivanov (* 6. März 1990) ist ein estnischer E-Sportler, der seit 2014 für Team Secret Dota 2 spielt und zugleich auch der Captain des Teams ist.

## Dota 2

### Natus Vincere
Seine ersten professionellen Turniere in Dota 2 spielte Puppey bei dem ukrainischen E-Sport-Clan Natus Vincere. Zusammen mit diesem trat er auch beim ersten The International im Jahr 2011 in Köln an. Sein Team gewann das Turnier ungeschlagen und gewann das Preisgeld von einer Million US-Dollar. Im gleichen Jahr gewann das Team den Electronic Sports World Cup und gewannen 12.000 US-Dollar. Das Finale spielten sie gegen den International Zweiten, EHOME. Im Oktober 2014 wurde Puppey Captain von Natus Vincere, nachdem ArtStyle das Team verließ.
Zwischen 2011 und 2013 konnte Puppey zusammen mit Natus Vincere bei 31 Turnieren Podiumsplätze belegen. Darunter der erste Platz beim Alienware Cup, die StarLadder Star Series Season 7, und die The Defense Season 4. Bei dem in Seattle ausgetragenen International 2012 mussten sie sich nur Invictus Gaming geschlagen geben und belegten so den zweiten Platz. Sie gewannen 250.000 US-Dollar. Ebenso belegten sie den zweiten Platz beim International 2013, das ebenfalls in Seattle ausgetragen wurden. Im Finale wurde sie 2:3 durch das schwedische Team Alliance geschlagen. Anschließend konnten sie noch die Dota 2 Champions League Season 2 im Jahr 2014 für sich entscheiden. Nach einem enttäuschenden 7./8. Platz beim International 2014 verließ Puppey, nachdem Kuroky, Kuro Salehi Takhasomi, schon gegangen war, das Team.

### Team Secret
Kurz nachdem Puppey und Kuroky Natus Vincere verlassen hatten, wurde bekannt, dass sie für das erst vor Kurzem gegründete Team Secret spielen würden. Nach einer Reihe von Niederlagen gegen das schwedische Team Alliance, konnten sie den zweiten Platz bei der Starladder Season 10 belegen. Der erste große Erfolg des Teams war der Gewinn der ESL One Frankfurt. Sie gewannen 120.000 US-Dollar und setzten sich gegen viele namhaften Teams durch. Darunter auch Evil Geniuses; die späteren Gewinner des Internationals 2015.
Auch durch diesen Sieg gingen sie als einer der Favoriten in das International 2015, das wieder in Seattle stattfand. Sie schnitten jedoch schlecht ab und belegten am Ende nur den 7./8. Platz.
Nach dem schlechten Ergebnis kam es zu einem Bruch im Team: Arteezy, Artour Babaev, gab KuroKy indirekt die Schuld an der Niederlage beim International, woraufhin KuroKy diesen in deutschen Foren angriff. Zwei Teammitglieder schieden aus dem Team aus und kehrten zu ihren vorherigen Teams, Evil Geniuses und Alliance, zurück. Zai, ein weiterer Spieler des Teams, entschied, seine Dota-Karriere zu beenden, um weiter zur Schule zu gehen. Am 22. August wurde verkündet, dass das Team nun aus MiSery, EternaLEnVy, w33, pieliedie und Puppey bestehen würde.
Nach der Umformung des Teams konnte es den zweiten Platz bei dem Frankfurt Major, und der  ESL One New York belegen. Zudem gewannen sie das Nanyang DotA 2 Championships, und die  MLG World Finals 2015. 2016 gewannen sie das Shanghai Major gegen Team Liquid.
Im Jahr 2023 nimmt Puppey erstmals nicht seit 2011 an dem Turnier The International teil. Bisher konnte er sich mit Natus Vincere oder Team Secret immer qualifizieren.

## Erfolge (Auswahl)

### Natus Vincere
| Datum     | Platz | Turnier                          | Preisgeld |
| --------- | ----- | -------------------------------- | --------- |
| Aug. 2011 | 1.    | The International 2011           | 200.000 $ |
| Okt. 2011 | 1.    | Electronic Sports World Cup 2011 | 02.400 $  |
| Aug. 2012 | 2.    | The International 2012           | 050.000 $ |
| Nov. 2012 | 1.    | ESWC 2012                        | 02.400 $  |
| Juli 2013 | 1.    | Alienware Cup                    | 05.000 $  |
| Aug. 2013 | 2.    | The International 2013           | 126.472 $ |
| Nov. 2013 | 1.    | DreamHack Winter 2013            | 05.000 $  |
| Jan. 2014 | 1.    | Star Ladder Star Series Season 8 | 012.435 $ |
| Apr. 2014 | 1.    | DotA 2 Champions League Season 2 | 012.416 $ |

### Team Secret
| Datum     | Platz | Turnier                           | Preisgeld |
| --------- | ----- | --------------------------------- | --------- |
| Dez. 2014 | 1.    | XMG Captains Draft 2.0            | 019.319 $ |
| Feb. 2015 | 3.    | Dota 2 Asia Championships         | 055.035 $ |
| Mai 2015  | 1.    | The Summit 3                      | 023.093 $ |
| Juni 2015 | 1.    | Mars TV DotA 2 League 2015 Spring | 021.780 $ |
| Juni 2015 | 1.    | ESL One Frankfurt 2015            | 023.696 $ |
| Okt. 2015 | 2.    | ESL One New York 2015             | 011.464 $ |
| Okt. 2015 | 1.    | MLG World Finals 2015             | 022.796 $ |
| Nov. 2015 | 1.    | Nanyang DotA 2 Championships      | 021.137 $ |
| Nov. 2015 | 2.    | Frankfurt Major 2015              | 081.000 $ |
| März 2016 | 1.    | Shanghai Major 2016               | 222.000 $ |
| Okt. 2017 | 2.    | ESL One Hamburg 2017              | 040.000 $ |
| Dez. 2017 | 1.    | DreamLeague Season 8              | 100.000 $ |
| Okt. 2018 | 1.    | ESL One Hamburg 2018              | 025.000 $ |
| Jan. 2019 | 1.    | The Chongqing Major 2019          | 070.000 $ |
| Mai 2019  | 1.    | MDL Disneyland Paris Major 2019   | 070.000 $ |
| Juni 2019 | 1.    | ESL One Birmingham 2019           | 025.000 $ |
| Jan. 2020 | 1.    | DreamLeague Season 13             | 060.000 $ |
| Sep. 2020 | 1.    | OMEGA League: Europe              | 040.000 $ |
| Okt. 2021 | 3.    | The International 10              | 720.320 $ |